# Mount Hillaby (berg i Barbados)
Mount Hillaby är ett berg i Barbados. Det ligger i parishen Saint Andrew, i den centrala delen av landet. Toppen på Mount Hillaby är 340 meter över havet.
Mount Hillaby är den högsta punkten i trakten.
Omgivningarna runt Mount Hillaby är främst täckt av skog.